# HRK Izviđač
HRK Izviđač [ɨzvɨɟatʃ] ist ein 1956 gegründeter Handballverein aus Bosnien und Herzegowina, der in Ljubuški beheimatet ist.

## Geschichte

### Gründung und Namensgebung (1956–1963)
Handball wurde in Ljubuški erstmals im städtischen Gymnasium kurz nach dem Zweiten Weltkrieg eingeführt. So spielten bei Izviđač nach seiner Gründung im Jahre 1956 als Jugendhandballverein Partizan Ljubuški (Omladniski Rukometni Klub Partizan Ljubuški) hauptsächlich Schüler des Gymnasiums. Als Anfang der 1960er Jahre die Pfadfinderbewegung (izviđači) auch Jugoslawien erfasst hatte, wurde 1963 der Verein in ORK Izviđač umbenannt. Der Name hat seitdem kontinuierlich bestand, wobei nur das Kürzel (ORK → RK → HRK) kleine Wandlungen durchgemacht hat. Der heutige Name Hrvatski Rukometni Klub (Kroatischer Handballverein) ist eine Folge des Bosnienkrieges in dessen Verlauf landesweit auch Sportvereine häufig eine nationale Konnotation erhalten haben.

### Die Zeit als provinzialer Amateurverein (1963–1990)
Im sozialistischen Jugoslawien spielte Izviđač zwischen den übrigen Handballvereinen des Staates eine untergeordnete Rolle. Die ersten Jahre nach seiner Gründung war Izviđač Teilnehmer einer regionalen herzegowinisch-dalmatinischen Meisterschaft (Hercegovačko-dalmatinska Liga), deren prominentestes Mitglied RK Mehanika Metković war. Erst einige Jahre später wurde, zunächst eine rein herzegowinische, dann eine bosnisch-herzegowinische Landesliga ins Leben gerufen. Izviđač wurde in die Südsektion der zweithöchsten Spielklasse gesetzt und spielte dort mehrere Jahre lang mit durchwachsenen Resultaten, allerdings ohne jemals aus dieser abzusteigen. In den 1970er Jahren geriet der Verein in eine Krise und musste zwischenzeitlich sogar des Spielbetrieb einstellen. Der Verein wurde bald aber wieder formiert und erlebte 1986 einen echten Höhenflug mit dem Aufstieg in die höchste Spielklasse der bosnisch-herzegowinischen Landesliga im Jahre. Allerdings forderte das Regelwerk der ersten Landesliga, dass die Meisterschaftsspiele nur in adäquaten Sporthallen austragen werden, weshalb Izviđač seine Heimspiele von nun an in Metković austragen musste, da Ljubuški damals noch keine eigene Sporthalle hatte. Trotzdem gelang es dem Verein sich in der Liga zu etablieren, so dass er aus dieser bis zum Kriegsausbruch nicht mehr abgestiegen ist.

### Professionalisierung, sportlicher Durchbruch und Bau der Sporthalle (1994–1998)
Mit dem Kriegsausbruch in Bosnien und Herzegowina stellte Izviđač zum zweiten Mal in seiner Geschichte den Spielbetrieb ein und nahm diesen erst 1994 als Mitglied einer im Parallelstaat Herceg-Bosna organisierten Meisterschaft wieder auf. Ab 1995 war der Verein eine dominante Größe dieser und konnte bis zu ihrem Aufgehen in der gesamtstaatlichen Premijer Liga sämtliche Meisterschaften und Pokale holen. Bereits 1998 wurde der gesamtstaatliche Meister erstmals in zwei Entscheidungsspielen zwischen dem Meister Bosniens und dem Meister der Herceg-Bosna ausgetragen. Zwar musste Izviđač sich damals dem bosnischen Meister RK Borac Travnik geschlagen geben, nahm aber dennoch in der darauf folgenden Saison erstmals an einem internationalen Wettbewerb, dem Euro-City-Cup, teil.
Durch die Platzierung zu einem europäischen Wettbewerb stand Izviđač erneut vor dem Problem, keine eigene Sporthalle für große Heimspiele zu haben. Also stellte man sich erneut die Frage, ob der Verein in die nächstgelegene Halle ausweichen sollte, oder ob man nicht doch eine eigene Sporthalle in Ljubuški bauen sollte. Als der Bau erneut wegen Geldmangel ein hoffnungsloses Unterfangen zu sein schien, entschloss sich der damalige Spieler und Bauunternehmer Stanislav Mucić dazu, auf Eigeninitiative mit dem Bau zu beginnen, übernahm so die Kosten zusammen mit der Gemeinde und wurde kurz darauf zum neuen Sportdirektor des Vereins gewählt. Anfang Mai 1998 begannen schließlich die Bauarbeiten, die rechtzeitig zur europäischen Heimpremiere am 10. Oktober 1998 gegen RK Lovćen Cetinje fertiggestellt wurde.

### Etablierung auf nationaler Ebene und erste internationale Auftritte (1998–2001)
Die erste Europapokalsaison 1998/99 war nach zwei hohen Niederlagen gegen Lovćen Cetinje (17:41 A, 30:38 H) schnell wieder vorbei. Allerdings holte sich Izviđač in der gleichen Saison mit dem gesamtstaatlichen Pokal den ersten nationalen Titel der Vereinsgeschichte und war somit für den Europapokal der Pokalsieger qualifiziert. Diesmal überstand man die erste Runde mit einem Sieg und einem Remis gegen den estnischen Vertreter Kehra Tallinn, schied aber in der zweiten Runde knapp gegen Drammen HK (24:22 H, 21:26 A) aus. Doch wie im Vorjahr konnte Izviđač auch 1999/2000 das frühe Scheitern im Europapokal mit einem Erfolg auf nationaler Ebene kompensieren und feierte nach Play-offs gegen die Meister von Bosnien und der Republika Srpska seinen ersten gesamtstaatlichen Meistererfolg. Im Jahr darauf folgte der erste Auftritt in der EHF Champions League, von wo man sich allerdings nach zwei Niederlagen gegen den ukrainischen Meister ZTR Zaporozhye schnell wieder verabschieden musste. Zu allem Überfluss hatte man einen nicht eingetragenen Spieler eingesetzt, weshalb Izviđač nicht wie im Spielplan vorgesehen in der zweiten Runde des EHF-Pokals weiterspielen durfte. National wurde 2000/01 auch kein gesamtstaatliches Play-off ausgetragen, da die drei subnationalen Verbände zu sehr damit beschäftigt waren den Modus einer vereinheitlichen Premijer Liga auszuhandeln.

### Nationale Dominanz und ein erster Achtungserfolg in Europa (2001–2003)
Nach dreijähriger Zusammenarbeit mit Trainer Josip Glavaš schien die Zeit für Veränderungen reif zu sein, weshalb zu Beginn der Saison 2001/02 der ehemalige jugoslawische und kroatische Nationalspieler Boris Jarak mit dem Traineramt betraut wurde. International änderte sich in dieser Saison noch wenig; so musste sich Izviđač bereits nach 4 Spielen aus dem EHF Challenge Cup verabschieden. Doch umso positiver wirkte sich der Wechsel auf die nationalen Turniere aus. In der seit dieser Saison durch die Premijer Liga vereinheitlichten Meisterschaft marschierte Izviđač ohne gleichwertige Konkurrenz an der Spitze und gewann seine zweite Meisterschaft mit 14 Punkten Vorsprung. Ein ähnlich dominantes Bild konnte auch im Pokal geboten werden, der ebenfalls zum zweiten Mal gewonnen wurde, wodurch Izviđač sein erstes und bislang einziges Double gelang.
Im Jahr darauf (2002/03) konnte ein erster kleiner Achtungserfolg auch im Europapokal erzielt werden. Zwar musste Izviđačs verjüngte Mannschaft gegen Pallamano Trieste – vor allem auswärts, wo man eine Pausenführung von 14:11 verspielt hatte – noch Lehrgeld zahlen (27:33 A, 27:26 H) und scheiterte so erneut in der Qualifikationsrunde an der Teilnahmeberechtigung zur EHF Champions League. Doch konnte die Mannschaft diesmal im EHF-Pokal weiterspielen, wo man in der zweiten Runde den niederländischen Vertreter Fiqas Aalsmeer in zwei Spielen, die beide in den Niederlanden ausgetragen wurden, mit 32:25 und 29:28 besiegen konnte. Nach der Auslosung der dritten Runde kam mit dem mehrfachen Europapokalsieger FC Barcelona erstmals ein echter Gigant der Sportwelt nach Ljubuški. Mit Chancen auf ein Weiterkommen rechneten weder Verein noch Fans, vielmehr fürchteten unter den Anhängern die meisten ein erneutes Schaulaufen und eine Ü-20-Tore-Niederlage, wie beim allerersten Europapokalauftritt von 1998.
Beim Hinspiel in Ljubuški am 9. November 2002 hatten sich mehr als 4.000 Zuschauer in der überfüllten und erstmals ausverkauften Sporthalle eingefunden. Die Anfangsminuten der Partie schienen die Prognosen der Pessimisten zu bestätigten; Barcelona dominierte das Spielgeschehen, doch hielt der damals 18-jährige Torhüter Mirko Alilović, der an diesem Abend seinen Durchbruch feiern sollte, seine Mannschaft im Spiel. Nachdem Izviđačs Spieler ihre Nervosität abgelegt hatten, spielten sie gegen den späteren Turniersieger Barcelona die bis dato wohl beste Halbzeit der Vereinsgeschichte und hielten zur Pause ein 15:15-Unentschieden. Auch in der zweiten Halbzeit gelang es den Katalanen nicht zu enteilen, doch die größere Qualität in der Breite war letztendlich ausschlaggebend, dass Izviđač in den Schlussminuten nicht mehr dagegenhalten konnte und sich mit 27:31 geschlagen geben musste.
Zu diesem Zeitpunkt war der Verein sowohl sportlich, als auch populär an einem ersten Höhepunkt angelangt, da die Partie gegen Barcelona als wichtiger Prestigegewinn für den Handball in Bosnien und Herzegowina im Allgemeinen gewertet wurde. Doch schon im Rückspiel kündigte sich an, dass die junge Mannschaft mit den Erfolgen nicht richtig umgehen kann. Izviđač verlor in Barcelona mit 19:39, wobei sich die Mannschaft vor allem in der ersten Halbzeit (5:19) regelrecht abschlachten ließ. Auch in der nationalen Meisterschaft verlor Izviđač zusehends an Boden und musste am Ende der Saison beide Titel des Vorjahres an RK Bosna Sarajevo abgeben.

### Die zweite Ära Josip Glavaš und Höhepunkt im Europapokal (2003–2005)
Die verpasste Meisterschaft kostete Trainer Boris Jarak schließlich seinen Job; zum Nachfolger wurde sein Vorgänger wieder bestellt: Josip Glavaš. Glavaš erkannte schnell das Potential der noch immer jungen Mannschaft, die er lediglich um zwei weitere Flügelspieler für die neue Saison verstärkte. National stellte sich der Erfolg schon bald wieder ein, so dass Izviđač in der Saison 2003/04 seine dritte Meisterschaft in Bosnien und Herzegowina feiern konnte. Im EHP-Pokal, in dem Izviđač erst in der zweiten Runde eingreifen musste, traf man mit THW Kiel gleich auf einen großen Brocken. Allerdings war die Zuschauerresonanz bedeutend geringer als gegen Barcelona, so dass die Sporthalle mit 2.800 Zuschauern nur gut gefüllt blieb. Izviđač, dem man die neu gewonnene internationale Erfahrung anmerken konnte, erspielte sich gegen starke Kieler zur Pause sogar eine Zwei-Tore-Führung (14:12). Doch ähnlich wie gegen Barcelona in der Saison zuvor ging der Mannschaft kurz vor Schluss die Puste aus, so dass man sich 25:28 geschlagen geben musste. Auch die schwache Leistung im Rückspiel bot Parallelen zu Barcelona, wenngleich man sich in der Ostseehalle mit 23:38 nicht ganz so hoch abschlachten ließ, wie ein Jahr zuvor in Katalonien. Bemerkenswert ist aber, dass man erneut vom späteren Turniersieger aus dem Wettbewerb geschossen worden ist.
Das frühe Aus im EHF-Pokal gegen Kiel hatte einen positiven Aspekt: die europäischen Spitzenvereine bekamen nicht Gelegenheit, Izviđačs Spieler genau unter die Lupe zu nehmen, so dass der Kader für die Saison 2004/05 nahezu unverändert blieb. Als Meister konnte Izviđač einen dritten Anlauf starten sich für die Gruppenphase der EHF Champions League zu qualifizieren. Zu Gast bei Panellinios Athen ließ man die Chance diesmal nicht ungenutzt verstreichen: Die Griechen waren mit Izviđačs eingespielter Mannschaft von der ersten Minute an völlig überfordert und mussten sich in der eigenen Halle mit 35:27 geschlagen geben. Das Rückspiel in Ljubuški wurde damit zur reinen Formalität und wurde vor 3.500 Zuschauern mit 24:23 eher kräftesparend über die Bühne gebracht.
Damit gelang Izviđač erstmals die Qualifikation für die Gruppenphase der EHF Champions League, wo man in der Gruppe E die Vereine BM Ciudad Real, KIF Kolding und Pfadi Winterthur zugelost bekam. Das Auftaktspiel Ciudad Real fand am 9. Oktober 2004 in der restlos ausverkauften heimischen Sporthalle statt. Doch Izviđač gelang es während der ganzen Partie nie den – mit einem Ensemble aus gestandenen Topspielern angetretenen – Spaniern paroli zu bieten und verlor so mit 23:37. Ähnlich erging es Izviđač eine Woche später in Dänemark, wo man auf das temporeiche Spiel der Skandinavier keine Antwort liefern konnte und 29:38 unterlag. Damit stand die Mannschaft vor dem Heimspiel gegen Pfadi Winterthur bereits mit dem Rücken zur Wand und konnte nur mit einem Sieg auf den Verbleib im Europapokal hoffen. Vor 2.200 Zuschauern in der heimischen Sporthalle zeigte Izviđač, dass das hohe Lehrgeld der ersten beiden Gruppenspiele nicht umsonst war und errang einen überzeugenden 35:29-Sieg über die Schweizer.
Mit dem Erfolg kehrten auch einige Zuschauer wieder zurück: beim denkwürdigen Rückspiel gegen Kolding 7 Tage später waren es immerhin wieder 2.800, die sich in der Sporthalle eingefunden hatten. Die Dänen waren nach ihrem mühelosen Sieg im Hinspiel mit sehr breiter Brust nach in Ljubuški angereist. Doch schon wenige Minuten nach Anpfiff mussten die anfangs überheblich wirkenden Skandinavier einsehen, dass diese Partie ein ganz anderes Kräfteverhältnis demonstrieren wird, als die Partie in Dänemark. Izviđač agierte viel vorsichtiger und geduldiger und ließ so den Dänen kaum Möglichkeiten ihr schnelles Konterspiel zu entfalten. Zur Halbzeit führte man entsprechend verdient mit 21:18; in Halbzeit zwei entwickelte sich ein packender und sehr zielstrebig vorgetragener Schlagabtausch. Beide Mannschaften legten eine erstaunlich hohe Trefferquote an den Tag und ließen nur wenige Chancen ungenutzt. Als Dragan Ćavar zwei Minuten vor dem Ende zum 3-Tore-Vorsprung (37:34) traf, tobten die Tribünen bereits und feierten den zweiten Sieg ihrer Mannschaft im laufenden Wettbewerb, der mit 37:36 schließlich besiegelt wurde.
Auch beim Rückspiel in Spanien bei Ciudad Real konnten Izviđačs Spieler ihren spielerischen Quantensprung bestätigen. Die Mannschaft hatte gelernt mit temporeichem Spiel umzugehen, strafte selbst konsequent Unachtsamkeiten des Gegners und war inzwischen auch konditionell in der Lage 60 Minuten am Limit zu spielen. So konnte Izviđač einer 30:34-Niederlage zeigen, dass man auch in der Champions League längst keine Schießbude mehr war. Mit einem 29:27-Auswärtssieg bei Pfadi Winterthur sicherte man sich im letzten Gruppenspiel schließlich den dritten Gruppenplatz und damit den Verbleib im Europapokal der Pokalsieger, wobei man nur aufgrund des direkten Vergleichs mit Kolding am Weiterkommen in der Champions League gescheitert war.
Im Achtelfinale des Pokalsiegerwettbewerbs wartete der slowenische Vertreter RK Prevent aus Slovenj Gradec, der mit dem Heimspiel gegen Izviđač sein 50-jähriges Bestehen feiern wollte. Eine slowenische Siegesfeier machten nicht zuletzt auch die Schiedsrichter möglich, die in der Schlussminute der Partie insgesamt 4 Izviđač-Spieler vom Platz gestellt hatten. Gegen zwei Feldspieler hatten die Slowenen wenig Mühe sich bis zum Schlusspfiff ein komfortables 38:34 zu erspielen. Beim Rückspiel in Ljubuški konnte Izviđač vor 2.500 Zuschauern allerdings einmal mehr seine neue internationale Erfahrung unter Beweis stellen und schlug RK Prevent in der Schlussphase mit 30:22.
Die herzegowinisch-slowenischen Duelle erlebten auch im Viertelfinale eine Fortsetzung, als das Los bestimmte, dass Izviđač nach Velenje zum RK Gorenje reisen muss. Die solide Mannschaft aus Slowenien verwies seine etwas abgehoben wirkenden Gegenüber deutlich in die Schranken und bescherte Izviđač ein 31:37-Debakel. Damit war vor dem Rückspiel in Ljubuški erneut eine Aufholjagd zum Erreichen der nächsten Runde gefordert. Doch die Fans schienen diesmal ein gutes Gefühl gehabt zu haben, so dass die Sporthalle am 12. März 2005 nach langer Zeit wieder ausverkauft war. RK Gorenje hielt lange Zeit gut dagegen und ließ zur Pause (17:15) wenig Hoffnung aufkommen, dass die Heimmannschaft weitere 4 Tore wiedergutmachen könnte. Nach der Pause allerdings zeigte Izviđač ein sehr konsequentes Defensivspiel, an dem sich die Slowenen zusehends die Zähne ausbissen und ging in der 41. Minute mit 25:17 erstmals in Gesamtführung. In der von 4.000 Zuschauern aufgeheizten Atmosphäre verloren die Spieler des RK Gorenje zusehends den Kopf und zogen im knapp 20-minütigen Schlagabtausch mit 33:25 am Ende den Kürzeren.
Das Erreichen des Halbfinals im Pokalsiegerwettbewerb war nicht nur für Izviđač der mit Abstand größte Erfolg der Vereinsgeschichte, es war auch für ganz Bosnien und Herzegowina der größte sportliche Erfolg der Nachkriegsgeschichte. Fans und Vorstand des Vereins hätten sich im Halbfinale am liebsten mit dem kroatischen Meister RK Zagreb gemessen, doch die Auslosung ließ Izviđač einmal mehr nach Spanien – diesmal zu Ademar León – reisen. Beim Hinspiel in Spanien zeigte Izviđač als Mannschaft zwar wieder eine starke Leistung, doch wirkten einige Leistungsträger von der langen Europapokalsaison ausgelaugt zu sein. Am Ende musste man mit einer 30:37-Niederlage die Heimreise antreten und ein weiteres Mal auf eine ähnlich fulminante Aufholjagd, wie in den beiden Runden zuvor hoffen. Trotz des Rückhalts von 3.800 Zuschauern blieb sie diesmal allerdings aus; so musste sich Izviđač auch im Rückspiel geschlagen geben (33:38) und war damit – zum dritten Mal in Folge – erst vom späteren Turniersieger aus dem Europapokal eliminiert worden.
Trotz der Doppelbelastung war es der Mannschaft gelungen auch national die Nase vorn zu behalten und am Ende der langen Saison 2004/05 zum vierten Mal und bislang letzten Mal die bosnisch-herzegowinische Meisterschaft zu feiern.

### Spielerverkauf, Trainerwechsel und sportliche Rezession (2005–2009)
In der Sommerpause 2005 musste Izviđač auf dem Transfermarkt den Preis für seine Erfolge im Europapokal zahlen. Gleich fünf Spieler verließen den Verein ins Ausland, einer wechselte zum Dauerrivalen RK Bosna Sarajevo, ein weiterer beendete seine Karriere. Trainer Glavaš musste eine völlig neue Mannschaft aufbauen und versuchte die Löcher in erster Linie mit neuen Talenten aus der Region zu stopfen. Zunächst schien seine Arbeit ein weiteres Mal Früchte zu tragen: In der Qualifikationsrunde der Champions League schlug Izviđač in beiden Partien den finnischen Vertreter Sjundea IF geradezu (36:22 H, 32:27 A) und zog erneut in die Gruppenphase ein. Dort gab es in der Gruppe D in erster Linie ein Wiedersehen mit alten Bekannten; so traf die Mannschaft neben dem ukrainischen Vertreter ZTR Zaporozhye auch wieder auf den FC Barcelona, während SC Pick Szeged aus Ungarn eine völlige Unbekannte darstellte.
Der Turnierverlauf bot lange Zeit Parallelen zur spektakulären Vorsaison: zunächst eine Heimniederlage gegen den Gruppenfavoriten FC Barcelona (27:35), dann eine hoffnungslos unterlegene Vorstellung in der Ukraine bei ZTR Zaporozhye (20:32), um schließlich das letzte Hinrundenspiel daheim gegen SC Pick Szeged – wenn auch ungleich knapper als in der Vorsaison – mit 23:22 zu gewinnen. Auch wenn sich die neue Izviđač-Mannschaft mit viel Herz präsentiert hatte, so war doch der Qualitätsunterschied zum Vorjahr bemerkbar. Im ersten Rückspiel, zuhause gegen Zaporozhye, zeigte die Mannschaft wohl ihre aufopferungsvollste Leistung: 6 Minuten vor Schluss lagen die Gäste noch mit vier Toren Vorsprung in Front, als Trainer Glavaš ein 4-2 Abwehrspiel anordnete. Izviđač kämpfte sich nochmal zurück und glich eine Minute vor Spielende aus; anschließend geriet die Mannschaft in Unterzahl, kassierte 15 Sekunden vor dem Ende nochmal ein Gegentor, um in der Schlusssekunde zum 29:29-Endstand auszugleichen.
Mit dem Remis lebte auch wieder die Hoffnung, dass man im Fall eines Sieges im letzten Gruppenspiel bei SC Pick Szeged in Ungarn sich erneut den dritten Platz und damit einen Verbleib im Europapokal sichern könnte. Doch zuvor musste Izviđač nach Barcelona reisen, um sich dort erwartungsgemäß eine Niederlage (27:38) abzuholen. Trotz des deutlichen Resultats, ist es erwähnenswert, dass die Mannschaft bis zur 40. Minute gleichwertig mitspielte und mit 20:20 auf Augenhöhe mit den Katalanen stand. Doch gerade in Spielen wie diesen merkte man schließlich doch wieder, dass die Izviđač-Mannschaft noch viel an internationaler Ausdauer und Erfahrung zu sammeln hatte. Das letzte Gruppenspiel SC Pick Szeged geriet schließlich zum wahren Fiasko; Izviđač verlor hochverdient mit 22:33 und musste sich so mit dem vierten Gruppenplatz und dem vorzeitigen Aus im Europapokal anfreunden.
Die uninspirierte Vorstellung in Ungarn, gepaart mit den durchwachsenen Leistungen in der Meisterschaft 2005/06, kostete Erfolgstrainer Josip Glavaš – trotz Auszeichnung zum Trainer des Jahres 2005 in Bosnien und Herzegowina – zum zweiten Mal seinen Job. Unter seinem Nachfolger, dem ehemaligen Spieler und Vereinsfunktionär Miro Markić, konnte Izviđač bis zur Winterpause in der Meisterschaft zwar Boden wiedergutmachen, doch schlussendlich reichte es am Ende der Saison nicht mehr für eine Titelverteidigung aus. Nach der überraschenden Niederlage im Pokalfinale gegen RK Sloga aus Doboj musste Markić bereits am Ende der Saison seinen Trainerposten für den noch jüngeren Željko Rezdeušek wieder frei machen.
Auch im Sommer 2006 drehte sich bei Izviđač das Spielerkarussell: 10 weitere Abgänge verwischten jegliche Spuren der glorreichen Eurofighter von 2005. So war auch Rezdeušek gezwungen, beim Aufbau einer neuen Mannschaft wieder bei Null zu beginnen und einmal mehr in erster Linie auf den eigenen Nachwuchs bauen. Der junge Trainer schlug sich anfangs noch wacker, eliminierte in der ersten Runde des EHF-Pokals UTM Chișinău aus Moldawien und startete mit zwei Siegen und einem Remis in die neue Saison. Doch eine Heimniederlage am 4. Spieltag gegen RK Bosna Sarajevo (24:29) und das frühe Aus im Europapokal gegen „Viking Malt“ Panevėžys aus Litauen – zwei Niederlagen, obwohl beide Spiele in Ljubuški ausgetragen wurden – holten Izviđač und Trainer Rezdeušek bald wieder in die Realität zurück. Nach einer Serie von 6 Niederlagen hintereinander in der Meisterschaft, musste dieser das Feld für Dario Mikulić räumen. Unter seiner Führung konnte sich die junge Mannschaft einigermaßen wieder stabilisieren und sicherte sich am Ende der Saison 2006/07 mit dem 4. Platz in der Meisterschaft immerhin die Teilnahme am EHF Challenge Cup, und damit die 10. Europapokal-Saison in Folge.